# Uposatha
Uposatha é o dia de observância budista. Foi declarado pelo Buda como um dia para "purificar a mente". Neste dia monges e leigos reforçam sua prática do Dhamma, seu comprometimento com o Buda Sasana e a relação reciproca entre os monges e leigos.
Usualmente leigos adotam cinco ou oito preceitos durante essas datas. Na tradição Teravada os monges recitam o Patimokkha. Os dias são definidos com base no calendário lunar, nos dias de transição da lua, ou em algumas luas, dependendo do país.